# آتنا
آتنا و آتنه (به یونانی: Άθηνά، یا Ἀθήνη, Athénē)، ملقب به پالاس (Παλλὰς)، در اساطیر یونانی، الههٔ خرد، جنگاوری، تدبیر و نگهبان شهر آتن بود و نام آتن را به افتخار او این چنین نامیدند. اصالت اولیهٔ این الهه اژه‌ای است و بعدها به عنوان ایزدبانوی محافظ شهرهای یونان به خصوص آتن مورد پرستش قرار گرفت. او همچنین به نام‌های Polias و Poliouchos (برگرفته از کلمه polis به معنای دولت‌شهر) شناخته می‌شود. معابد وی معمولاً در بالای آکروپلیس و مرکز شهر قرار داشت. معبد پارتنون در آکروپولیس آتن به او اهدا شده‌است. او همچنین به عنوان خدای جنگجو مورد پرستش قرار می‌گرفت؛ افراد بر این باور بودند که او سربازان را در جنگ هدایت می‌کند.
علاوه بر این، وی یکی از الهه‌های باکره و دختر زئوس بود. او قابل قیاس با مینروا در اساطیر روم باستان است. او ایزدی بود که به پرومته تایتان نسل پیشین عشق می‌ورزید. این عشق دو طرفه بود. یونانیان این دو را نشان عشق بدون رابطه می‌دانستند. چون آتنا بنابر شرط زئوس هرگز نباید آمیزش می‌کرد. آتنا بدون این که این قانون را بشکند، عاشق پرومته شد (نوعی عشق ذهنی و فکری که به نوعی برترین نوع عشق محسوب می‌شود). می‌گویند آتنا در آزادی پرومته پس از پیشگویی‌اش نقشی اساسی داشت.

## تولد
زئوس، آتنا را از پیشانی خود به دنیا آورد. هنگامی که زئوس از درد پیشانی خود به هفائستوس شکایت کرد، هفائستوس پیشانی زئوس را با تبری بزرگ شکافت و آتنا در حالی که با لباس جنگ و غرق اسلحه بود، از پیشانی زئوس بیرون جست. آتنا فرزند زئوس به تنهایی به‌شمار می‌آید چون متیس توسط زئوس بلعیده، جذب و هضم شده‌بود. با وجود این که آتنا از نظر عقل و خرد با زئوس برابر بود، اما هرگز بر او برتری نیافت و به همین دلیل فرزند مورد علاقه زئوس شد؛ به‌طوری که تنها او اجازه بازی با آذرخش پدر را داشت و همین موجب حسادت دیگر فرزندان زئوس شد. آتنا دختری است که بر همهٔ فرزندان پدرش برتری یافت و زئوس او را بیش از دیگر فرزندانش دوست داشت.

## پدر و مادر

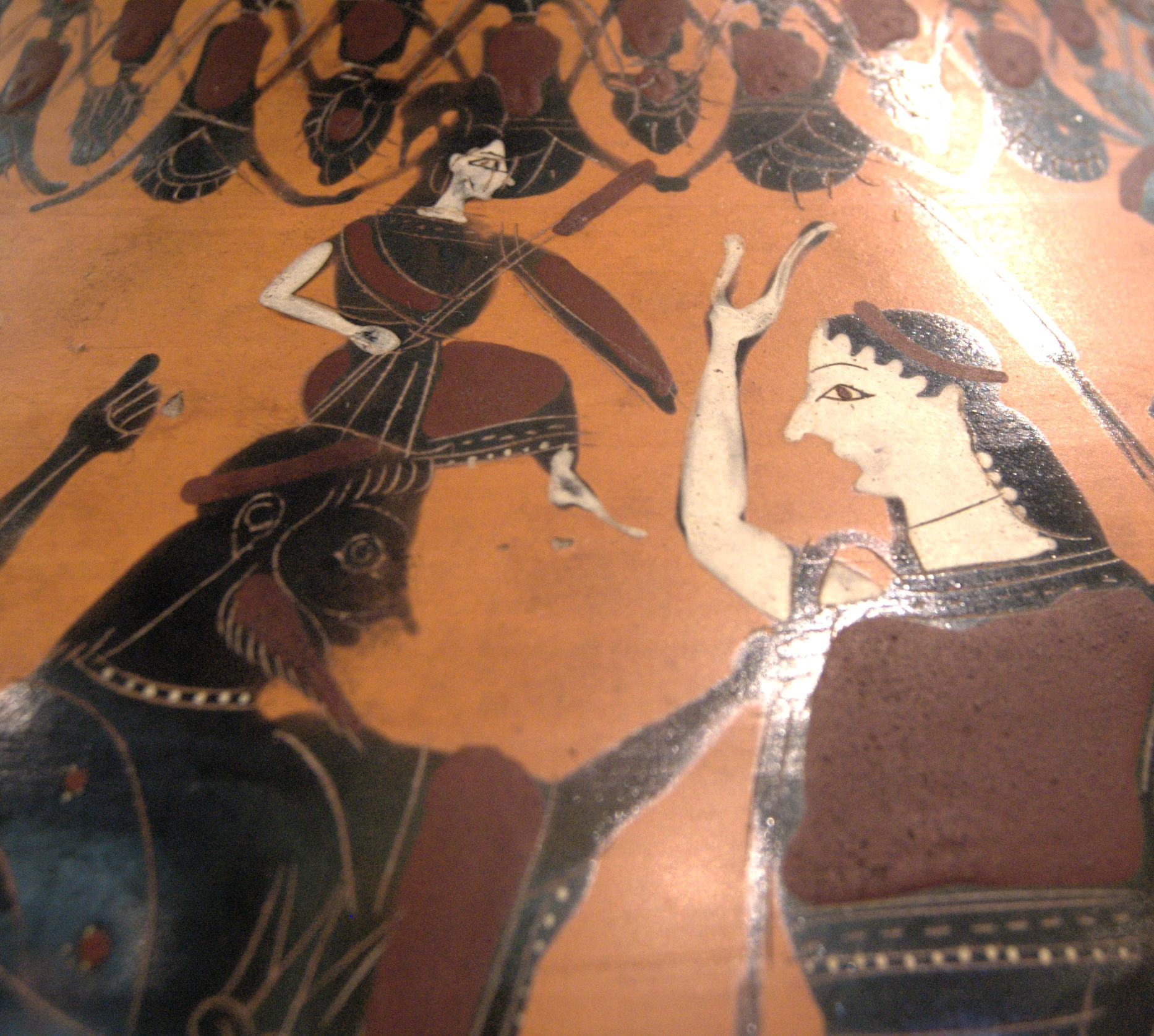
دیوار نگاره ای از آتنا

آتنا فرزند خدای خدایان، زئوس و متیس است. کلمهٔ متیس به معنای هوش و ذکاوت است. متیس، مادر آتنا، الههٔ عقل است. متیس از نسل خدایان اولیه بود و در بعضی از فرهنگ‌ها اولین همسر یا معشوقهٔ زئوس بوده‌است. وقتی متیس از زئوس حامله شد، پیکی از جانب اورانوس و گایا به زئوس پیغام دادند که اگر کودک متیس پسر باشد و به دنیا بیاید، زئوس را از سلطنت خلع کرده، همانگونه که زئوس، کرونوس، پدر خود، را خلع کرد و اگر دختر باشد، از لحاظ عقل و خرد همتای زئوس است. گایا، خدای خدایان، زئوس را راهنمایی کرد که متیس را ببلعد و زئوس نیز همین کار را کرد و با حیلهٔ متیس را تبدیل به حشره کرد و او را خورد. متیس را مظهر هوش و ذکاوت اساطیر باستانی یونان به‌شمار می‌آورند.

## ویژگی‌های آتنا

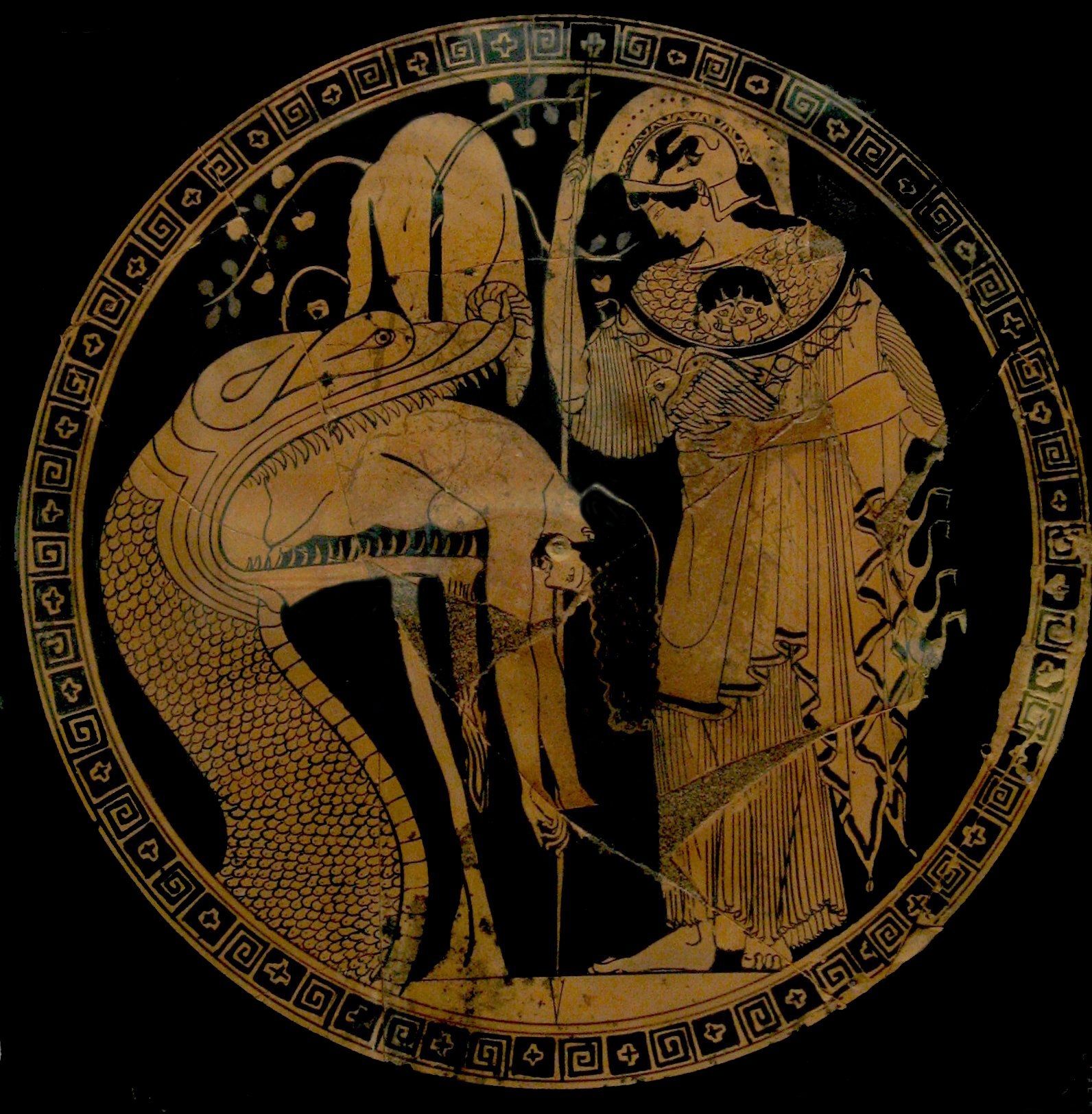

آتنا دارای چشمانی سبز، پرهیاهو، خروشان، جنگجو و مسلح به کلاه خود و دارای نیروی لایزالی بوده‌است. قامتی بلند و ظاهری باشکوه داشته اما همیشه متانتش بر زیباییش ارجحیت داشت. آتنا دختری جنگجو و از تبار خدایان هند و اروپایی بوده‌است. او علاوه‌ بر خدای جنگ در یونان باستان، خدای بانوی خرد هم بوده‌است. آتنا به زئوس وابسته بود و از پیشانی او و سپر در دست و با پوشاکی از جنس پوست بز متولد شد.
آتنا یکی از دوازده ایزد المپ‌نشین و یکی از محبوب‌ترین آن‌ها بود. او ایزدبانوی جنگ، صنعت، هنرها و پیشه‌ها است. آتنا را با مینروا رومی یکی می‌دانند. روی سینه‌اش «ایجس» می‌پوشید که سینه‌بندی از جنس پوست بز با منگوله‌هایی آویزان به آن است. سپر او گرد بود و طبق گفتهٔ بعضی منابع تصویر سر گورگون بر روی آن نقش بسته بود. وی منطقی، باهوش، مدافعی قدرتمند، برنامه‌ریز درجه اول در جنگ‌ها، صلح جویی قدرتمند و همتای زئوس از نظر عقل و هوش بود. او به عنوان الهه‌ای خردمند، ایزدبانوی شعر، موسیقی و ادبیات نیز محسوب می‌گردد؛ اما ارتباط او با حکمت و فلسفه بیش از شعر و موسیقی می‌باشد؛ زیرا او ایزد بانوی عقل و خرد است. آتنا ایزدبانوی صلح نیز به‌شمار می‌آید. این الهه المپی فرمانروای جنگ و طوفان نیز بود. آتنا قوی، خونسرد و خویشتن‌دار و با نظم است. گرچه او ایزدبانوی دفاع و جنگ سلحشورانه است، اما با آرس خدای جنگ متفاوت است؛ زیرا که در جنگ بیش از خشونت، از استراتژی و دیسیپلین نظامی استفاده می‌کند و کارش حمایت شهروندان آتن است. جنگ برای آتنا، برای حفظ شئونات اخلاقی است تا خونریزی و کشتن و قتل و غارت. می‌توان گفت از نظر مرام اخلاقی، آتنا بیشتر به برادرش، آپولو، نزدیک است تا به آرس، خدای جنگ، چون که در کارهایش عقل و حسابگری و لوگوس را به کار می‌گیرد؛ که برای یونانیان داشتن لوگوس، مقدس شمرده می‌شد. آتنا زنانگی خود را در زیر کلاهخود طلائی و پیش بندی از پوست بز که از پدرش، زئوس، هدیه گرفته و سپر طلائی که نقش سر مدوسا بر آن حک شده‌است، پنهان ساخته است.
آتنا، به عنوان یک ایزد بانوی خردمند، مدبر است و همیشه با هدف و برنامه پیش می‌رود. او ایزدبانوی مدافع قوانین و سلسله مراتب طبقاتی است. قدرت خدایی او در ایجاد فرهنگ، تمدن و فرم دادن مجلس سنا و قانونگذاری در آتن آشکار است. آتنا ایزدبانوی هنرهای خلاق نیز می‌باشد و باید گفت او همه استعدادهایش در جهت رضایت پدر و همچنین حمایت اوست. او مغرورانه و جسورانه می‌گوید که هیچ مادری مرا نزاده» است، من مردانگی را حرمت می‌گذارم الا در ازدواج. بله من با تمام وجودم دختر پدرم هستم. چنین است که او مورد احترام ترین و قوی‌ترین ایزدبانو در تفکر مردسالاری یونانی و همچنین کوه المپ است و لقبش «دختر پدر» است. آتنا صدای زنانه نظم و سامان شهروندی و تمدن است و شهر آتن به نام او است. در حالی‌که او را از حیث قدرت بعد از زئوس به‌شمار می‌آورند، از جهاتی باید گفت که او با زئوس برابر است. در ایلیاد، هومر دائماً آن‌ها را با هم صدا می‌کند: «ای پدر زئوس و ای آتنا». هزیود، شاعر و سرایندهٔ یونانی، هم او را مساوی با پدرش، زئوس، در قدرت، درک و هوشمندی می‌داند. آتنا ایزدبانوی سنجش و داوری نیز هست؛ اما داوری‌های او بر حسب احساسات شخصی خودش نیست؛ بلکه بر اساس اصول اخلاقی و موازین راستی است. شاید بکارت او به‌طور نمادین رمز این باشد که این ایزدبانو در قضاوت و دادگری، خرد پاک را بدون وسوسه‌ها و تمنای خواسته‌های شخص خودش به کار می‌گیرد.

## نام آتنا
نام آتنا به دورهٔ پیش – هلنی بازمی‌گردد. در سلسله متون «ب» موکنایی آتنا را آتاناپوتینا می‌نامند. زمانی که آخه‌ای‌ها در یونان پیش هلنی وارد شدند، ایزد بانو جنگجوی جوانی با خود آوردند که لقب‌های (کوره) به معنای دختر، (پاتنوس) به معنای باکره و (پالاس) به معنی دوشیزه را داشته و لقب پالاس رواج بیشتری داشت است.

## اسطوره‌شناسی

### آتنا و پوزئیدون و شهر آتن
آتنا در عین حال که الههٔ عقل و جنگجوی بود، الههٔ صلح نیز نامیده می‌شد و آوردن درخت زیتون به آتن را به آتنا نسبت دادند. براساس افسانه‌ها آتنا با پوزئیدون رقابت داشتند. پوزئیدون بعد از آتنا دومین خدای پراهمیت مردم آتن بود. در نتیجه هر دو برای خطیه آتن هدایای در نظر گرفتند. در مسابقه‌ای که بین آتنا و پوزئیدون بر سر آتن برقرار شد، پوزئیدون دریاچهٔ شوری را در کنار آکروپولیس آتن به وجود آورد و بنا بر برخی روایت‌ها دیگر از زیر نیزه سه شاخهٔ پوزئیدون اسبی برای آتنیان پیدا شد؛ و آتنا درخت زیتون را هدیه کرد. درختی که به رغم آتش‌سوزی از جانب پارسیان و حمله خشایارشاه تا روزگار پریکلس پا بر جا مانده بود؛ و چون آتنیان به حکمیت دعوت شدن درخت زیتون را مفیدتر و مناسب‌تر دانسته و این‌گونه بزرگی آتنا بر آتنیان مسلم شد. بعد از مسابقه پوزئیدون به خشم آمد و سیلی به راه انداخت. اما چون آتنیان بعد از آتنا بیشترین احترام را برای پوزئیدون قائل می‌شدند، او نرم شد و بر سر لطف آمد. سرانجام، آتنا و پوزئیدون با آمیختن نیروهای یکدیگر با هم متحد شدند. با وجود اینکه پوزئیدون خدای اسب‌ها بود، آتنا اولین ارابه را درست کرد. همچنین آتنا اولین کشتی را ساخت تا بر روی دریایی که پوزئیدون فرمانروای آن بود حرکت کند.

### آتنا و شهرهای یونان
اغلب شهرهای یونان آتنا را حامی خود می‌دانستند و معبدی برای آتنا در شهرهای خود ساخته بودند. در اسپارت، مگار، آرگوس و تروا بتی به نام پالادون را به عنوان این که مظهر آتنا است، می‌پرستیدند و اعتقاد داشتند که این بت حافظ شهر آن‌ها است؛ به‌طوری که مردم تروآ اعتقاد داشتند که تا بت پالادون در شهر است، تروا سقوط نخواهد کرد. تا اینکه اودیسئوس و دیومدس شبانه وارد شهر تروا شدند و پالادون را ربوده و به روم، معبد وستا بردند.

### آتنا و قتل مدوسا
مدوسا زن جوانی با زیبایی کم‌بدیل و ندیمه‌ی معبد آتنا بود که پوسیدون یا پوزِیدون(خدای دریاها، طوفان‌ها، زلزله‌ها و اسب‌ها) در معبد آتنا به او تجاوز می‌کند. آتنا که با پوزئیدون پیش از این هم سر جنگ داشت و این اتفاق را هم‌خوابگی در معبدش متصور می‌شود؛مدوسا را تبدیل به هیولایی با صورتی زشت می کند که تنها با یک نگاه فرد مقابلش را به سنگ بدل می‌کند. اما این کار وی اتفاق‌های و ماجراهای بسیاری به همراه داشت تا خدایان دیگر را نیز بر این دارد تا دست به دست هم دهند و مدوسا را از میان بردارند. در این هنگام پرسئوس نیز پسری نوجوان است که به فرمان شاه پولیدکتس به دنبال سر مدوسا نامیرا به عنوان سلاح میرود. پرسئوس چندین روز به دنبال غاری که مدوسا در آن ساکن شده می گردد و زمانی که تقریبا خسته و ناامید میشود آتنا و هرمس در مسیر او ظاهر می‌شوند و سپر جلاداده شدهٔ برنزی که هیولایی در آن نهفته بود را به او می دهند و به او می گویند به دنبال سه خواهر سالخورده گرئیه ها (The Graeae) برود و پرسئوس پس از یافتن گرئیه ها با قاپیدن و باج گیری از چشم و دندان مشترک که گرئیه ها با هم ردوبدل و استفاده میکردند؛ توانست جای نیمف ها را بیابد و از طریق نیمف ها، مدوسا را در غاری سکنی گزیده بود، پیدا کرد سپس برای اینکه از نگاه‌های مدوسا گورگون در امان باشد، سپر جلاداده شدهٔ آتنا و هرمس را به کار برد؛ به او حمله و سرش را ازبدنش جدا نمود و آن را در کیسه جادویی خود فرو کرد تا به شاه پولیدکتس اما زمانی که متوجه خیانت و آزار شاه پولیدکتس به مادرش می‌شود وی را به وسیله سر مدوسا می کشد. تا مدت ها از آن سر استفاده می کند و در نهایت آن را به آتنا هدیه داد و او هم آن را روی سپر زئوس خود نصب کرد که این نشان در مجسمه‌هایی به نام آتنا نیز دیده می‌شود .

### آتنا و جنگ تروا
در افسانه‌ها آمده روزی جشنی به مناسبت ازدواج پلئوس و ثتیس برپا شد و همهٔ ایزدان و ایزدبانوان به جز اریس، الهه نفاق، به آن جشن دعوت شدند. اریس حسادت ورزید و با سیبی طلایی وارد مجلس شد. سیبی که بر روی آن نوشته شده‌بود «برای زیباترین». برای به دست آوردن آن سیب بین آتنا، هرا و آفرودیته که هر سه ادعای زیبا بودن می‌کردند نفاق افتاد. از پاریس، شاهزادهٔ تروا، درخواست کرد قضاوت را برعهده گیرد. اما پاریس نتوانست تصمیم بگیرد؛ زیرا هر سه بسیار زیبا بودند. پس این سه الهه به او وعده‌هایی دادند. هرا به او قول حکومت بر آسیا و اروپا را داد، آتنا قول حکومت بر تروا و آفرودیته وعدهٔ تصاحب زیباترین زن جهان یعنی هلن که همسر منلائوس، پادشاه اسپارت، بود. پاریس که شیفته هلن شده بود، آفرودیته را به عنوان زیباترین انتخاب کرد و آتنا و هرا کینه پاریس را به دل گرفته و گفتند روزی از او انتقام می‌گیرند. پاریس به کمک آفرودیته هلن را می‌دزدد و به همین دلیل جنگی درمی‌افتد. آتنا در جنگ تروا از طرفداران یونانیان بود و چون خدایان در جنگ درگیر می‌شوند، آتنا به کمک یونانیان می‌آمد. مثلاً در جنگ هنگامی که آرس به کمک ترواها می‌آمد، آتنا، آرس را با سنگی به خاک می‌افکند و چون آفرودیته به یاری سربازی می‌شتابد و در نجات او می‌کوشد، آتنا ضربتی بر سینه او وارد می‌کند و بر زمینش می‌زند. آتنا هم‌چنین به هراکلس، یاسون، پرسئوس، اولیس و کادموس کمک‌های فراوانی کرد.
در سرود هجدهم ایلیاد، هومر صریحاً می‌گوید که آتنا هکتور را فریب داده‌است و در سروده هشتم آنجا که حمایت زئوس، پدر آتنا، از مردم تروا مورد بحث قرار می‌گیرد، آتنا پدر خود را دیوانه می‌نامد. آتنا در جنگ تروا به کمک یونانی‌ها حرکت می‌کند ولی زئوس از دخالت آتنا خشمگین شده و او را تهدید می‌کند که مراقب اعمال خود باشد وگرنه به ضرب صاعقه او را می‌کشد.

### آتنا و آراخنه
آراخنه دختری از مردم لیدی است که بافندهٔ ماهر و مشهوری بود. او به بافندگی و گلدوزی شهرت داشت. همه او را مدیون آتنا می‌دانستند؛ ولی آراخنه توجهی نداشت. آتنا از این کار رنجیده خاطر شد و به صورت پیرزنی نزد آراخنه رفت تا به او پند و اندرز دهد که به ایزدان بی‌احترامی نکند. وقتی دید سخنش چاره ساز نیست، به‌صورت واقعی خودش درآمد. آراخنه نیز برای اثبات هنرمندی خود، طرحی در تمجید عشق‌های خدایان کشید و به آتنا هدیه داد. وقتی آتنا نتوانست ایرادی در آن پیدا بکند، در پاسخ بی‌خردی وی، آراخنه را به‌صورت عنکبوتی درآورد که همیشه مشغول تنیدن تار به دور خویش بود.

### آتنا و پالاس
آتنا با تیتانی به نام پالاس جنگید و او را کشت. پوست تیتان پالاس را بالاپوش خود کرد و نام او، پالاس، را به نام خود افزود. از آن پس همهٔ ظالمان از شنیدن نام پالاس آتنا برخود می‌لرزیدند؛ چنان‌که در حماسهٔ ایلیاد، گاهی هومر او را پالاس می‌خواند. پالاس یکی از خدایان یا تیتان‌های جنگ در اساطیر و افسانه‌های یونان باستان است.

### آتنا و هراکلس

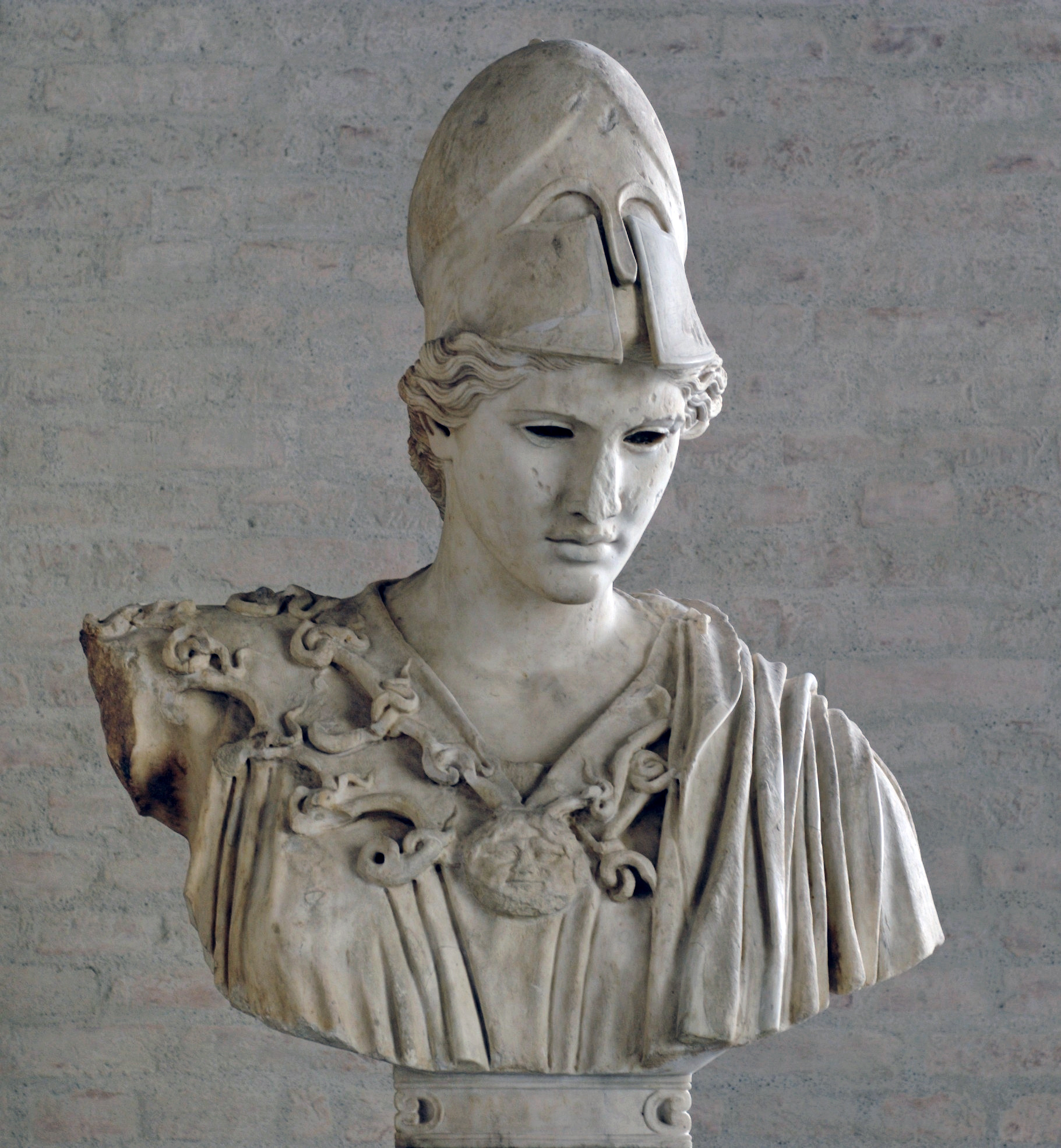
مجسمهٔ نیم تنهٔ آتنا

آتنا الههٔ جنگ جو، حمایت‌گر و یاری‌رسان قهرمانان و جنگجویان شجاع و زیرک بود. او هراکلس یا هرکول را نیز یاری داد و هر زمان که هراکلس تصمیم می‌گرفت کاری انجام دهد، آتنا او را مسلح می‌کرد. وقتی هراکلس، قهرمان معروف و نیمه خدای معروف یونان، گرفتار کارشکنی‌ها و دشمنی‌های هرا می‌گردید، آتنا او را مورد حمایت خویش قرار می‌داد. یکی از کمک‌های آتنا به هرکول در خان ششم است؛ آن جا که اریستوس، هرکول را مأمور می‌کند که پرندگانی را از بین ببرد. این پرندگان در مرداب استمفالوس زندگی می‌کنند. پرنده‌های مرداب استمفالوس لاشخور بوده‌اند اما هرکول نمی‌داند چطور این پرنده‌ها را از بین ببرد؛ چون نمی‌تواند آن‌ها را ببیند یا به خاطر وزنش نمی‌تواند از مرداب عمیق پر گل و لای و پر از لجن بگذرد! در این هنگام آتنا به کمک هرکول می‌آید و قاشقک‌های برنزی ساخته دست هفائستوس را در اختیار او می‌گذارد. هرکول با به صدا درآوردن قاشقک‌ها موفق می‌شود پرندگان را از مخفی‌گاه خود بیرون بیاورد و بدون آن که مجبور بشود از مرداب بگذرد، تمام پرنده‌ها را با تیر و کمانش در هوا نابود می‌کند. همچنین آتنا، هراکلس را هنگامی که سربروس را از جهان زیرین به دنیا زندگان آورد، یاری کرد و او بود که پس از مرگ هراکلس در آستانه المپ به او خوشامد گفت. هراکلس به پاس خدمات و یاری‌های آتنا، پس از به دست آوردن سیب زرین، آن را به آتنا پیشکش می‌کند.

### آتنا و اودیسئوس
میان دوستان زمینی آتنا، اودیسئوس از هر کس به او نزدیک‌تر بود و همیشه مورد حمایت آتنا قرار داشت. اولیس کارگری است ماهر در هر زمینه‌ای و همه جا از حمایت و راهنمایی آتنا استفاده می‌کرد. او در کنار درخت زیتونی که آتنا به مردم آتن هدیه کرده بود خانه‌ای برای خود ساخته بود. آتنا، اولیس را بسیار دوست داشته و او را «مردی که می‌داند چگونه بسازد» می‌نامید.
حمایت آتنا از اولیس نمود حمایت و تأیید عقل کل و آسمانی از عقل زمینی و جزئی بشر می‌باشد. آتنا در میان همهٔ دلاوران نبرد تروا، جانب اولیس را گرفته و تا رسیدن اولیس به وطنش، ایتاک، از او حمایت می‌کرد. همچنین آتنا به شکل یک منتور خردمند درآمد و تلماخوس را در یافتن پدرش راهنمایی کرد. از قهرمان‌های مورد علاقهٔ آتنا اودیسئوس و پرسئوس بودند.

### آتنا و پرومتئوس
پرومتئوس عاشق آتنا، دختر زئوس، شد و تنها کسی بود که آتنا را بوسید. آن‌ها بسیار همدیگر را دوست می‌داشتند و آتنا به او کمک کرد تا آتش را بدزدد و پس از زنجیر شدن پرومتئوس، آتنا هر هفته به دیدن او می‌رفت. زئوس پس از آفرینش انسان‌ها، پرومتئوس را برگزید تا همه چیز را به انسان بدهد؛ جز آتش. پرومتئوس مهربان، همهٔ فنون، صنعت‌ها و فوت و فن کارها را به انسان‌ها آموخت. معروف است که قدرت تکلم را هم پرومتئوس به انسان آموخت او نام همهٔ اشیا و حتی طرز خواندن و نوشتن را هم به انسان آموخت؛ اما همهٔ کارها به کندی پیش می‌رفت؛ چرا که هنوز جای آتش خالی بود. پرومتئوس قصد داشت آخرین هدیه را هم به انسان بدهد هر چند می‌دانست مورد غضب خدای خدایان، زئوس، قرار می‌گیرد. روزی در پای کوه المپ آتنا را دید و آتنا در کار ساختن و پرداختن انسان به پرومتئوس، کمک بسیاری کرد چرا که کمک‌هایی که پرومتئوس به انسان می‌کرد، در نظر آتنا جالب بود. در نتیجه زمانی که فهمید پرومتئوس در حال تلاش برای تهیهٔ آتش برای بشر است، او را از معابر مخفی به قله رساند. پس از رسیدن به قله کوه المپ، پرومتئوس چند اخگر آتشین از «چرخ خورشید» ربود و درون یک رازیانهٔ غول پیکر به زمین آورد.

### آتنا و هفائستوس
آتنا بر خلاف دیگر خدایان المپی، بیش از هر چیزی به پاسداشت حریم پاکدامنی خود شهرت داشت. همین عفاف، او را از زناشویی با خدایان دیگر منع می‌کرد. اما هفائستوس به آتنا دل باخته بود و روزی که آتنا برای ساخت زره به نزد او رفت، هفائستوس تلاش کرد دامن آتنا را لکه‌دار کند؛ اما آتنا فرار کرد و هفائستوس لنگ در پی آتنا روان شد و سرانجام آتنا را ربود. آتنا سخت از خود دفاع کرد و هفائستوس نتوانست طرح خائنانه خود را اجرا کند؛ اما تخم خود را بر زمین پراکنده و اندکی بعد فرزندی پیدا شد به نام اریختونیوس. آتنا کودک را یافت و او را به دور از چشم سایر خدایان بزرگ کرد. باید دانست که تنها ایزدی که در روایات اساطیری یونان توانست به آتنا نزدیک شود و به طرز عجیبی آتنا را صاحب فرزند سازد، هفائستوس است. چنان‌که پیدا بود، آتنا نیز برای تن دادن به عشق هفائستوس بی‌میل نبود؛ اما ترس از ریشخند و طعنهٔ خدایان المپ از اینکه از میان همه خواستگاران نامور این خواستگار لنگ را انتخاب کرده، کار را برای آتنا دشوار کرد.

### آتنا و آرگوس
آتنا به آرگوس در ساخت کشتی عظیم به نام آرگو برای یاسون یاری می‌رساند و پس از ساخت کشتی، شاخهٔ سحرآمیز از بلوط دودونا به سینه کشتی نصب می‌کند که در مواقع لزوم سخن می‌گفت و اتفاقات آینده را گفته و سرنشینان را راهنمایی می‌کرده‌است.

### آتنا و دختران ککروپس
آتنا پسرخوانده خود، اریختونیوس، را برخلاف نظریه خدایان نگه داشت. او برای نگهداری فرزندش از دختران ککروپس کمک خواست. آتنا پسر خود را در سبدی قرار داد و به دختران ککروپس سپرد و به آن‌ها توصیه کرد که آن سبد را باز نکنند. یکی از دخترها به نام پاندروسوس فرمان آتنا را گوش داد اما دو دختر دیگر به نام‌های هرسه و آلگوروس به سبب کنجکاوی زنانه بر خلاف فرمان آتنا عمل کردند و در سبد باز کردند و دیدند دو افعی از کودک محافظت می‌کنند. دختران ککروپس از ترس عقب عقب رفته و از برج شهر افتاده و مردند. اریختونیوس، پسر آتنا، بزرگ شد و به شهرداری آتن برگزیده شد.

### آتنا و آرس
آرس و آتنا در اساطیر یونان هر دو نقطه مقابل هم بودند. هر چند هر دو خدای جنگ بودند، اما یونانیان آتنا را برتر از آرس می‌دانستند؛ چرا که آتنا نماد ذکاوت و برتری بوده و آرس مظهر خشونت و کینه‌توزی. زئوس به همان اندازه که آتنا را دوست داشت از آرس متنفر بود؛ چرا که آتنا هرگز خود را برتر از زئوس نمی‌دانست.

### جغد چهره
هومر به آتنا لقب گلاتوگوپیس می‌دهد که در بیشتر مواقع این کلمه را به «چشم خاکستری» معنی می‌کنند. اما احتمال دارد به «جغد چهره» هم‌ معنی پیدا کند و اشاره به پرنده مورد علاقهٔ آتنا نیز داشته باشد. سمبل آتنا، جغد است و جغد به نشانهٔ عقل و خرد است. آتنا  یک ایجس داشت که در وسط این ایجس که شبیه به سپر بود، سر مدوسا در وسط آن قرار گرفته بود. این سلاح توسط پرسئوس به آتنا بخشیده شده‌بود.

## پرستشگاه آتنا

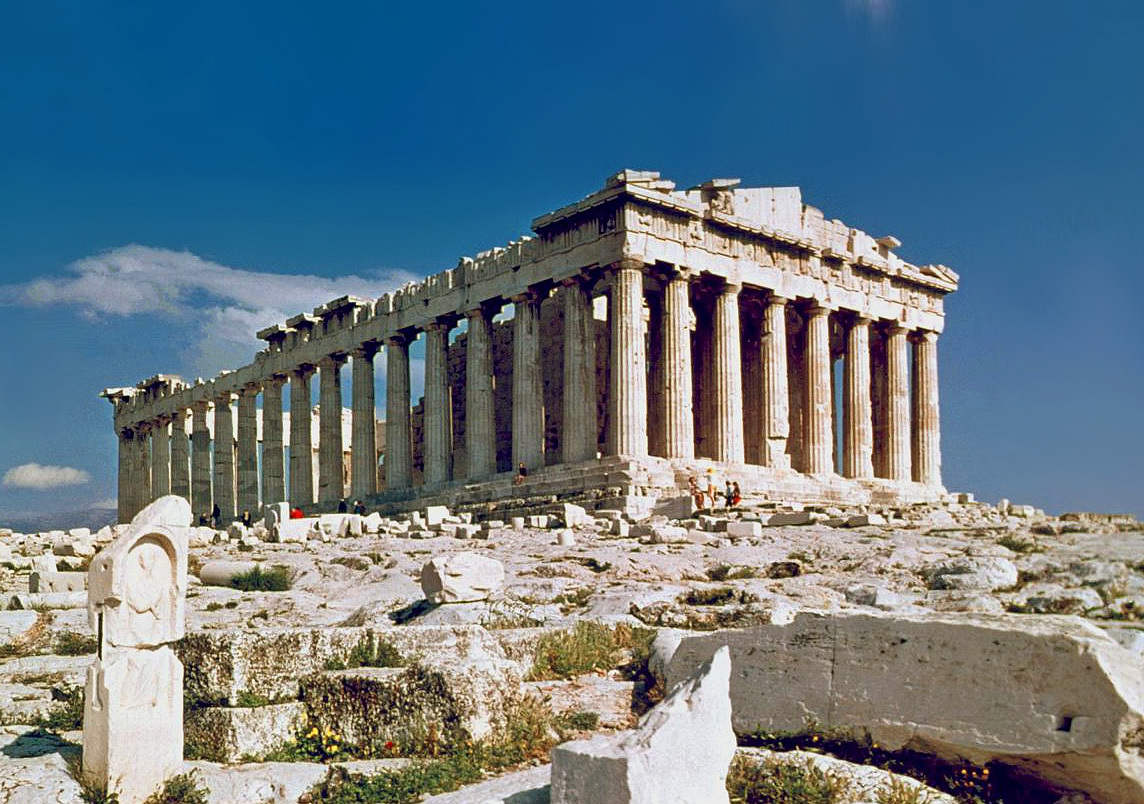
پارتنون، که به آتنا اختصاص داده‌شده.

پرستشگاه آتنا بر آکروپولیس آتن که به پارتنون مشهور است و وقف آتنه پارتنوس یا باکره شده‌است این پرستشگاه در حکومت پریکلس در میان ۴۴۷ پیش از میلاد تا ۴۳۸ پیش از میلاد برپا شد و کار معماری به نام ایکتینوس و کالیکراتس است. آتنی‌ها آیین‌های ویژهٔ برای آتنا داشتند و به غیر از پرستشگاه پارتنون دو پرستشگاه آتنانیکه و ارختوم را نیز برای آتنا اختصاص داده بودند. جشن‌های مهم آیین آتنا در آتن عبارت بوده از جشن آرفوریا که در طی این جشن دو دختر از خاندان اشرافی هفت تا یازده ساله از آکروپلیس پایین می‌آمدند و اسباب و اشیاء رمزآمیز را درون یک سبد در اتاق زیرزمینی نزدیک پرستشگاه آفرودیته به امانت می‌گذاشتند و جشن پاناتنایا که این جشن از زمان تزئوس مانده بوده که دربردارندهٔ مراسمی جدی در اکروپلیس بود و در طول این مراسم جامه‌ای که به دست خیاطان ماهر و توانای آتن آماده شده‌است، را به ایزدبانو آتنا هدیه می‌کنند. در این مراسم کاهنان، شهرداران و حتی دوشیزگان در حالی که سبدی در دست دارند و پیرمردانی که شاخهٔ زیتون حمل می‌کنند و جوانان سوار بر اسب نیز شرکت می‌کنند و طی این جشن مسابقاتی چون ژیمناستیک و قایق‌رانی برگزار می‌شد.

## ابداعات آتنا
ابداع دوک بافتنی و دوک دستی را به آتنا نسبت دادند. به همین جهت او را بافندهٔ جامه خدایان نامیده‌اند. روحیهٔ جنگجویی آتنا توأم با حس ابتکار زیاد بوده‌است. به همین جهت اختراع ارابهٔ چهار اسب، ارابه‌های جنگی، کشتی و یوغ گاوآهن را به آتنا نسبت داده‌اند.
هنر دیگر آتنا رام کردن اسب‌های وحشی بود و به همین جهت او را مخترع لگام و دهنه اسب شناخته‌اند. در اهدای آتش به انسان و همچنین در کار ساختن و پرداختن انسان با پرومتئوس همکاری نمود.

## القاب آتنا

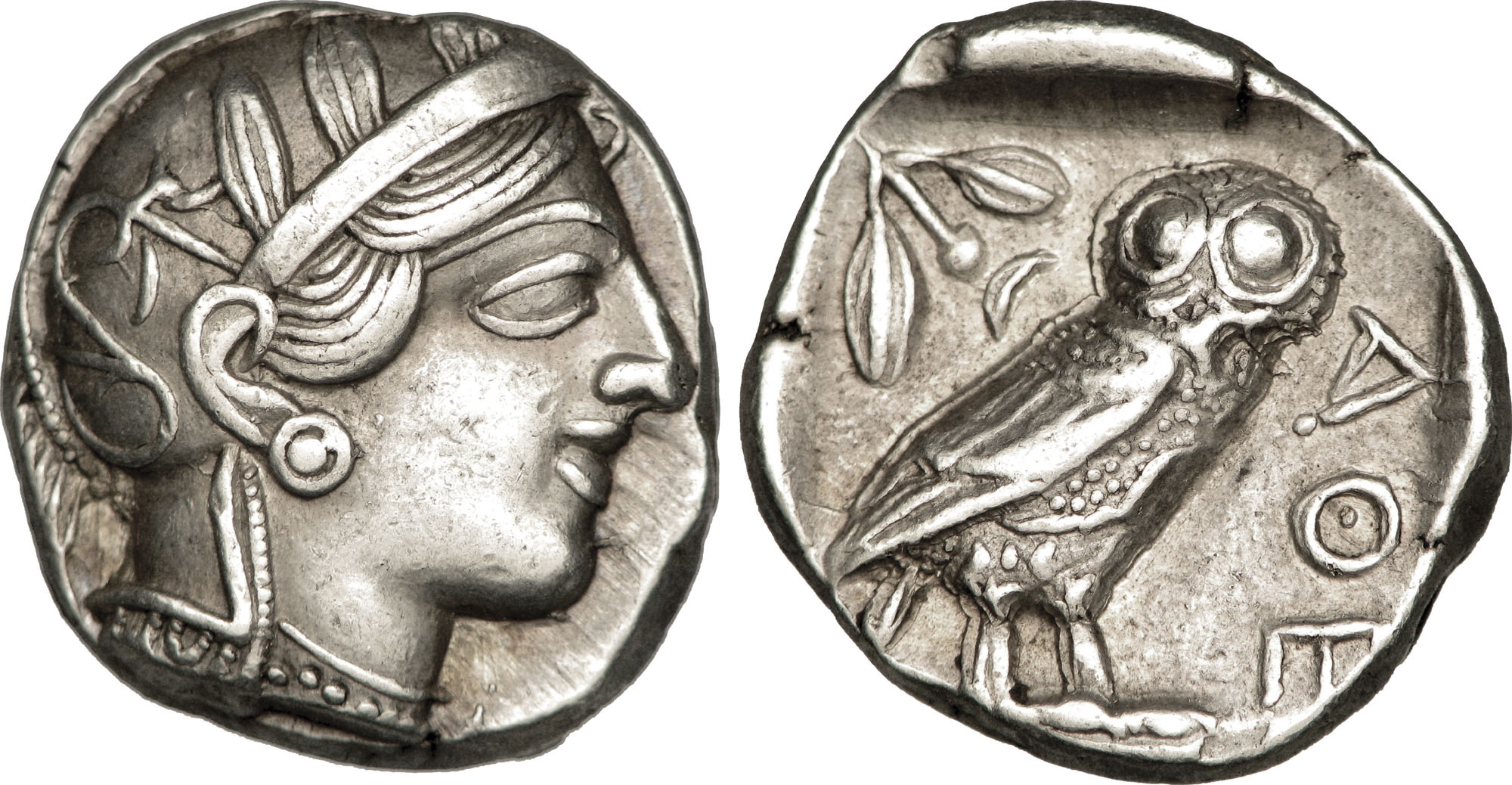
سکهٔ تترادراخما آتنا

آتنا مانند تمام خدایان المپ القابی داشته که نشان دهندهٔ منش‌های او بوده‌است. از القاب آتنا می‌توان به پرونوئیا یعنی مال‌اندیش و پیش‌بین و گورگوپیس یعنی دارای سیمای گورگن اشاره کرد. لقب دیگر او تریتوگینا است که به علت مکان تولدش در کنار دریاچهٔ تریتون به آتنا معروف گشت. دیگر لقب آتنا، آئی‌تیا بود که نام مرغی دریایی است که این پرنده شبیه زاغ بوده و بسیار بلند پرواز و سریع است. در افسانه‌ها گفته شده که آتنا به شکل این پرنده درآمده و ککروپس را که پایین بدنش به شکل مار بوده، از آتن به مگارا برده است.